# 侯植
侯 植（こう しょく、生没年不詳）は、中国の西魏・北周の軍人。字は仁幹。本貫は上谷郡。

## 経歴
北魏の泰州刺史の侯欣の子として生まれた。正光年間、奉朝請を初任とした。六鎮の乱が起こると、侯植は家財を散じて兵を集め、乱の鎮圧にあたった。功により統軍となり、清河郡守に転じた。後に賀抜岳に従って万俟醜奴らを討ち、義州刺史に任ぜられた。
534年、孝武帝に従って関中に入った。535年、驃騎将軍・都督に任ぜられ、侯伏侯氏の姓を受けた。宇文泰の下で沙苑の戦いや河橋の戦いに参加し、大都督に進み、左光禄大夫を加えられた。涼州刺史の宇文仲和が涼州で乱を起こすと、侯植は独孤信の下でこれを討ち、車騎大将軍・儀同三司に任ぜられ、肥城県公に封ぜられた。賀屯の姓を受けた。554年、于謹の下で江陵を平定し、驃騎大将軍・開府儀同三司に進んだ。556年、六官が建てられると、司倉下大夫に任ぜられた。557年、北周の孝閔帝が即位すると、爵位は郡公に進んだ。
宇文護の執政の下で、侯植の従兄の侯龍恩は宇文護に親任されていた。宇文護が趙貴を殺すと、北周の宿将たちの多くは不安を抱いた。侯植は宇文護から距離を置くように侯龍恩に忠告したが、聞き入れられなかった。また侯植は伊尹や周公旦の故事を引いて輔臣としての分を守るよう宇文護に進言した。宇文護は侯植の侯龍恩に対する発言を聞き知って、侯植を忌み嫌った。侯植は禍の免れないことを恐れて、憂死した。大将軍・平揚光三州諸軍事・平州刺史の位を追贈され、諡を節といった。
子の侯定が後を嗣ぎ、車騎大将軍・儀同三司に上った。宇文護が誅殺されると、侯龍恩とその弟の侯万寿は殺された。

## 伝記資料
- 『周書』巻29 列伝第21
- 『北史』巻66 列伝第54